# 進鴻渓
進 鴻渓（しん こうけい）は幕末、明治の儒学者。備中松山で山田方谷、江戸で佐藤一斎に学び、松山藩に出仕した。維新後、備前天城中学、堺県師範学校、栃木県師範学校の他、岡山県各地、赤穂で儒学を教えた。

## 生涯

### 修学
文政4年（1821年）10月15日、備中国阿賀郡唐松村（岡山県新見市唐松）に村上吉敦次男として生まれた。4、5歳で句読を受け、12歳で新見藩丸川鹿山に入門して儒学を学び、18歳で上房郡川面村藤井延年養子となった。山田方谷牛麓舎に入門、後に塾頭となった。
天保14年（1843年）師方谷の方針に則り江戸に留学して昌平黌佐藤一斎に学んだ。同門には柳沢伯民、南摩子張、菅野狷介等がおり、また同郷坂谷子絢と交流した。

### 仕官
4年間の留学の後、川面村に帰郷して新居を建て、私塾を開いた。弘化3年（1846年）3人扶持で備中松山藩に取り立てられた。嘉永5年（1852年）8人扶持中小姓となり、松山城下に移り、藩校有終館会頭となった。安政3年（1856年）50石で学頭となった。
安政2年（1855年）苗字を進氏と改め、安政4年（1857年）山田方谷旧宅に移った。
文久元年（1861年）吟味役となり、大坂に使いし、文久3年（1863年）取次役兼文武目付兼学頭として京都に赴任した。元治元年（1864年）松山藩は隣藩との修好を画策し、岡山藩、龍野藩、津山藩へ使いした。また、幕府に長州征討を命じられ、広島に先遣して兵站を備え、帰国後大坂に行き征長総督徳川慶勝の節度を受けた。
慶応元年（1865年）有終館学頭兼町奉行、後に撫育総裁兼農兵頭隣好方となった。慶応2年（1866年）朝敵として城が鎮撫使に囲まれると、井上権兵衛の副使として恭順の意を伝えた。
明治2年（1869年）子昭に家督を譲り文教官、4月藩権大参事兼公議人となったが、病のため辞職し、少参事兼文教官となった。

### 教育活動
明治3年（1870年）川面村に帰郷し、廃藩置県により藩職を辞し、私塾閑閑舎を開いた。明治6年（1873年）岡山県の求めで備前天城中学教授となり、堺県師範学校教官に転じ、私塾潜竜舎を開いた。明治10年（1877年）堺県師範学校を辞職後、3月赤穂の人々に招かれて学校を開き、学舎東隣にあった随鴎寺に因み随鴎学舎と号した。明治12年（1879年）3月岡山に帰り、備中国中井村や美作国落合村で教えた。
明治15年（1882年）7月11日栃木県師範学校長兼一等教諭、同日栃木県第一中学校長となり、11月栃木義塾遷喬学舎設立に参加した。なお、師方谷は真庭郡久世に遷喬塾を開いており、これらは詩経・小雅「出自幽谷、遷于喬木。」に由来する。
明治16年（1883年）5月病気のため川面に帰り、明治17年（1884年）9月3日中風を発症、まもなく結核を併発し、11月21日死去した。享年64。墓所は川面町玉の坂。
川面町下市場711番地の自宅閑閑舎跡には高梁小学校長横見登が居住し、昭和63年（1988年）7月2日下市場金刀比羅宮境内に顕彰碑が建てられた。

## 著書
- 『春窓私録』
- 『冬夜漫筆』
- 『仙槎奇篇』 - 明治10年（1877年）11月25日から29日までの小豆島紀行[11]
- 『鴻渓遺稿』

## 人物
肥満であり、飲むと笑い上戸になったため、通称昌一郎をもじり笑一郎と渾名された。

## 門人
- 河井継之助
- 原田亀太郎
- 佐藤兵八

## 家族
- 父：村上吉敦 - 幼名は伍蔵、通称は佳一郎、号は松園。村上信満養子。醸造業で財を成し、弘化年間永代苗字帯刀御免、文久年間士格並[13]。明治14年（1881年）9月7日86歳で病没[5]。
- 母：嘉代 - 村上信満娘[14]
- 兄：村上俊蔵吉利[14]
- 妹：次 - 山田幾右衛門吉徳を婿とし、村上家を再興した[15]。
- 養父：藤井仲右衛門延年 - 川面村の人[1]。
- 妻：藤井延年次女[16]
- 長男：進鳴門 - 有終館助教。
- 次男：進梁州 - 札幌農学校教授、台湾総督府殖産局員。
- 長女 - 国分氏に嫁いだ後、実家に戻り、横内氏に嫁いだ[1]。

真庭市長井手紘一郎は村上俊蔵娘初子の曾孫。